# Monstera xanthospatha
Monstera xanthospatha là một loài thực vật có hoa trong họ Ráy (Araceae). Loài này được Madison mô tả khoa học đầu tiên năm 1977.